# Glommersträsk
Glommersträsk (umesamisk: Mïdtjá) er et byområde i Arvidsjaurs kommun i Sverige, beliggende 45 kilometer sydøst for Arvidsjaur. Byen ligger i Norrbottens län, i landskabet Lappland.
Byen, som i folkemunde ofte kun kaldes Glommers, fejrede sit 250-årsjubilæum i 2007. Glommersträsk var tidligere en stationsbebyggelse ved jernbanen Jörn-Arvidsjaur. I 2008 blev Glommersträsk valgt til Årets by i Norrbotten af den daværende landshøvding Per-Ola Eriksson.

## Bebyggelsen
I byen findes butikker og restaurant samt Parkskolan, en grundskole fra 1. til 6. klasse.
Der findes også ishallen Ängeshov, sportshallen Flåsbodan, fodboldplænen Glommra i fuld størrelse, beachvollyplæne, tennisplæne, minigolfbane og udendørsbassin om sommeren.

## Seværdigheder
Glommersträsks hembygdsmuseum har en samling af bygninger fra 1700- og 1800-tallet. Byen rummer desuden Glommers hatt- och leksaksmuseum, en samling af damehatte fra 1930'erne til 1960'erne suppleret med en stor samling af legetøj med tilknytning til byen. I 2021 åbnede Bärens hus, Sveriges første bærmuseum.
Ishockeyspillerne Lars Edström og Mattias Granlund samt brødrene Rasmus og Elias Edström kommer fra Glommersträsk.